# 龍朔
龍朔（りゅうさく）は、唐の高宗李治の治世に使用された元号。661年 - 663年。

## 西暦・干支との対照表
| 龍朔 | 元年  | 2年   | 3年   |
| 西暦 | 661年 | 662年 | 663年 |
| 干支 | 辛酉  | 壬戌  | 癸亥  |